# Briefmarken-Ausgaben für Thüringen (SBZ)
Nach Ende des Zweiten Weltkrieges kam der Osten Deutschlands (das Gebiet der späteren Deutschen Demokratischen Republik) unter sowjetische Verwaltung. In fünf Regionen der Sowjetischen Besatzungszone, darunter auch in Thüringen, wurden ab Juni 1945 neue Briefmarken herausgegeben.
In Thüringen wurden zwischen Oktober 1945 und Februar 1946 insgesamt acht Dauermarken und neun Sonderbriefmarken herausgegeben. Fünf Sondermarken wurden nur als Briefmarkenblock herausgegeben, die drei weiteren Briefmarkenblocks geben Briefmarken wieder, die auch als Einzelmarken (sieben Dauermarken, vier Sondermarken) herausgegeben wurden.

## Liste der Ausgaben und Motive

### Legende
- Bild: Eine bearbeitete Abbildung der genannten Marke. Das Verhältnis der Größe der Briefmarken zueinander ist in diesem Artikel annähernd maßstabsgerecht dargestellt.
- Beschreibung: Eine Kurzbeschreibung des Motivs und/oder des Ausgabegrundes. Bei ausgegebenen Serien oder Blocks werden die zusammengehörigen Beschreibungen mit einer Markierung versehen eingerückt.
- Werte: Der Frankaturwert der einzelnen Marke.
- Ausgabedatum: Das erstmalige Datum des Verkaufs dieser Briefmarke.
- Gültig bis: Nach diesem Datum konnte die Marke nicht mehr verwendet werden.
- Auflage: Soweit bekannt, wird hier die zum Verkauf angebotene Anzahl dieser Ausgabe angegeben.
- Entwurf: Soweit bekannt, wird hier angegeben, von wem der Entwurf dieser Marke stammt.
- MiNr.: Diese Briefmarke wird im Michel-Katalog unter der entsprechenden Nummer gelistet.

| Sondermarken | |                  |                   |                  |            |                   |       |
| Bild         | Beschreibung | Werte in Pfennig | Ausgabe- datum    | gültig bis       | Auflage    | Entwurf           | MiNr. |
|              | Wiederaufbau des Nationaltheaters Weimar Diese Marken wurden nur als Briefmarkenblock 3 herausgegeben - Friedrich Schiller                                                                                      | 6                | 27. März 1946     | 31. Oktober 1946 | 436.000    | Engelbert Schoner | 107AX |
|              | - Johann Wolfgang von Goethe | 10               | 27. März 1946     | 31. Oktober 1946 | 436.000    | Engelbert Schoner | 108AX |
|              | - Franz Liszt | 12               | 27. März 1946     | 31. Oktober 1946 | 436.000    | Engelbert Schoner | 109AX |
|              | - Christoph Martin Wieland | 16               | 27. März 1946     | 31. Oktober 1946 | 436.000    | Engelbert Schoner | 110AX |
|              | - Nationaltheater Weimar | 40               | 27. März 1946     | 31. Oktober 1946 | 436.000    | Engelbert Schoner | 111AX |
|              | Wiederaufbau der zerstörten Brücken Thüringens diese Briefmarken wurden auch als Briefmarkenblock 4 herausgegeben - Saalburger Brücke                                                                           | 10+60            | 30. März 1946     | 31. Oktober 1946 | 1.000.000  | Engelbert Schoner | 112   |
|              | - Camsdorfer Brücke, Jena | 12+68            | 30. März 1946     | 31. Oktober 1946 | 1.000.000  | Engelbert Schoner | 113   |
|              | - Saaletalbrücke Göschwitz | 16+74            | 30. März 1946     | 31. Oktober 1946 | 1.000.000  | Engelbert Schoner | 114   |
|              | - Ilmbrücke bei Mellingen | 24+76            | 30. März 1946     | 31. Oktober 1946 | 1.000.000  | Engelbert Schoner | 115   |
| Dauermarken  | |                  |                   |                  |            |                   |       |
| Bild         | Beschreibung | Werte in Pfennig | Ausgabe- datum    | gültig bis       | Auflage    | Entwurf           | MiNr. |
|              | Dauermarkenserie Die Marken mit den Werten zu 3, 4 und 5 Pfennig wurden auch als Briefmarkenblock 1, die Marken zu 4, 6, 12 und 20 Pfennig auch als Briefmarkenblock 2 herausgegeben - Tannen im Thüringer Wald | 3                | 4. Januar 1946    | 31. Oktober 1946 | 2.000.000  | Engelbert Schoner | 92    |
|              | - Tannen im Thüringer Wald | 4                | 4. Januar 1946    | 31. Oktober 1946 | 2.700.000  | Engelbert Schoner | 93    |
|              | - Tannen im Thüringer Wald | 5                | 20. Oktober 1945  | 31. Oktober 1946 | 4.600.000  | Engelbert Schoner | 94    |
|              | - Brief und Posthorn | 6                | 1. Oktober 1945   | 31. Oktober 1946 | 35.700.000 | Engelbert Schoner | 95    |
|              | - Brief und Posthorn | 8                | 29. Oktober 1945  | 31. Oktober 1946 | 4.600.000  | Engelbert Schoner | 96    |
|              | - Friedrich Schiller | 12               | 19. Oktober 1945  | 31. Oktober 1946 | 27.000.000 | Engelbert Schoner | 97    |
|              | - Johann Wolfgang von Goethe es gibt neben der gezähnten auch geschnittene Ausgaben | 20               | 24. November 1945 | 31. Oktober 1946 | 6.200.000  | Engelbert Schoner | 98    |
|              | - Johann Wolfgang von Goethe es gibt neben der gezähnten auch geschnittene Ausgaben | 30               | 22. Dezember 1945 | 31. Oktober 1946 | 4.000.000  | Engelbert Schoner | 99    |